# Okręg wyborczy Neath
Okręg wyborczy Neath powstał w 1918 r. i wysyła do brytyjskiej Izby Gmin jednego deputowanego. Okręg położony jest w walijskim hrabstwie West Glarmogan.

## Deputowani do brytyjskiej Izby Gmin z okręgu Neath
- 1918–1922: John Hugh Edwards, Partia Liberalna
- 1922–1945: William Jenkins, Partia Pracy
- 1945–1964: David James Williams, Partia Pracy
- 1964–1991: Donald Coleman, Partia Pracy
- 1991– : Peter Hain, Partia Pracy